# 皇后崎ランプ
皇后崎ランプ（こうがさきランプ）は、福岡県北九州市八幡西区にある国道3号（黒崎バイパス）のランプである。

## 道路
- 国道3号（黒崎バイパス）

## 接続する道路
- 福岡県道279号本城熊手線

## 歴史
- 2008年10月25日 : 黒崎北ランプ-陣原ランプ間開通に際し開設
- 2011年10月7日 : 出口ランプ供用開始
- 2012年3月30日 : 入口ランプ供用開始

## 周辺
- ニトリ 八幡西店
- セブン-イレブン 八幡筒井町店
- フレスポ黒崎（旧・三菱化成社宅）
  - ニトリ 八幡西店
  - びっくりドンキー 黒崎店
  - ドン・キホーテ 黒崎店
  - 西松屋 フレスポ黒崎店

## 隣
黒崎バイパス
黒崎北ランプ - 皇后崎ランプ - 陣原ランプ